# Walter A. Shewhart
Walter Andrew Shewhart [ˈʃu:hɑ:⁠ɹ⁠t] (* 18. März 1891 in New Canton, Illinois; † 11. März 1967 in Troy Hills, New Jersey) war ein US-amerikanischer Physiker, Ingenieur und Statistiker, der gelegentlich als Vater der SPC (statistical quality/process control) bezeichnet wird.
Shewhart wurde im Jahr 1891 als Sohn von Anton und Esta Barney Shewhart in New Canton, Illinois geboren. Am 4. August 1914 heiratete er Edna Elizabeth Hart, die Tochter von William Nathaniel und Isabelle Lippencott Hart, in Pike County, Illinois.

## Ausbildung
Walter Shewhart besuchte die University of Illinois in Urbana-Champaign, an der er sowohl seinen Bachelor, als auch seinen Master absolvierte. 1917 wurde ihm von der University of California, Berkeley der Doktorgrad in Physik verliehen. Später unterrichtete er sowohl an der Universität von Illinois, als auch an der Universität von Kalifornien. Außerdem war er Chef der physikalischen Abteilung der Wisconsin Normal School in LaCrosse.

## Arbeit an der industriellen Qualität
1918, nach Erwerb seines Doktortitels, trat Shewhart in die Western Electric Company ein, um dort die bereits arbeitenden Ingenieure bei der Verbesserung der Telefonhardware zu unterstützen. Western Electric produzierte Hardwaresysteme und stellte Telefonausrüstung für die Bell Telephone Company her. Ihr Hauptbetrieb war in Hawthorne in Cicero, einem Vorort von Chicago. Dort arbeitete auch Shewhart. Die Aufgaben des Betriebs waren jedoch darauf beschränkt, die fertigen Produkte zu prüfen und gegebenenfalls fehlerhafte Produkte auszutauschen.
Dies änderte sich am 16. Mai 1924, als Dr. Shewhart eine kleine Schrift für seinen Betrieb verfasste. Diese umfasste eine einzige Seite. Ein Drittel dieser Schrift stellte ein Diagramm dar, der restliche Teil war der Beschreibung und Erklärung des Diagramms gewidmet. Das Diagramm umfasste die Darstellung eines Schaubilds, das heute als Qualitätsregelkarte bekannt ist. Das Diagramm und der Text beschreiben alle wichtigen Grundsätze und Überlegungen der heutigen Prozessqualitätslenkung. Shewhart hebt in seiner Arbeit hervor, wie wichtig es ist, Variationen in der Produktion zu reduzieren. Außerdem gibt er zu verstehen, dass kontinuierliche Prozessumstellungen als Reaktion auf Probleme wie Meinungsverschiedenheiten Variationen ansteigen lassen. Dies verschlechtert schließlich die Qualität deutlich.
Shewhart teilte das Problem in erwartbare und zufällige, also nicht berechenbare Gründe ein und entwarf die Qualitätsregelkarten, die dabei helfen sollen, zwischen beidem zu unterscheiden. Er betonte außerdem, dass es notwendig ist, einen Produktionsprozess in einen Zustand vollständiger statistischer Kontrolle zu bringen, indem es ausschließlich zufällige unberechenbare Gründe gibt, die zu dem Problem der Qualitätsminderung führen. Außerdem rät er, diesen Produktionsprozess auch gründlich zu überwachen. Dies soll dabei helfen, den zukünftigen Output vorhersagen zu können und den Prozess wirtschaftlich zu managen. Mithilfe von Experimenten und praktischer Arbeit kreierte Shewhart die Basis für Qualitätsregelkarten und das Konzept einer statistischen Prozesslenkung.
Shewhart arbeitete bei Western Electric Company bis zum Jahr 1925. Danach wechselte er schließlich zu Bell Telephone Research Laboratories. Dort arbeitete er in verschiedenen Bereichen, unter anderem für die Fabrikproduktion. Er blieb bei der Bell Telephone Company bis zu seinem Wechsel in den Ruhestand im Jahr 1956.

## Spätere Arbeiten
Von den 1930er Jahren an weiteten sich Shewharts Interessen von der industriellen Qualität hin zu den Naturwissenschaften und statistischen Folgerungen aus. Er veröffentlichte außerdem zwei Bücher, „Economic Control of Quality of Manufactured Product“ (1931) und „Statistical Method from the Viewpoint of Quality Control“ (1939). Sein erstes Werk wird als vollständige und ausführliche schriftliche Arbeit der grundlegenden Prinzipien der Qualitätsprozesskontrolle angesehen. In seinem zweiten Werk untersucht er unter anderem kritisch, was Naturwissenschaften und die statistische Praxis von den Erfahrungen im Bereich der industriellen Qualitätskontrolle lernen können. Mit diesem Werk erlangte Shewhart auch erstmals öffentliche Anerkennung in der statistischen Gesellschaft. Darüber hinaus veröffentlichte Shewhart zahlreiche Artikel zur Prozessqualitätskontrolle und der allgemeinen Statistik in mehreren professionellen Zeitschriften. Viele dieser Artikel findet man heutzutage innerbetrieblich in seiner ehemaligen Firma Bell Telephone Laboratories. Dort findet man auch die Originalfassung seiner historischen Schrift im Mai 1924.
Shewharts Einstellung zur Statistik unterschied sich radikal von der seiner Altersgenossen. Er besaß eine strenge, betriebliche Sicht, die stark von den Schreiben des Philosophen Clarence Irving Lewis beeinflusst wurde. Dies beeinflusste auch seine Arbeit. Besonders Lewis Werk „Mind and the World Order“ wurde von Shewhart öfter gelesen.
Während Shewhart 1932 in England mithilfe der Unterstützung von Karl Pearson dozierte, lockten seine Ideen ein wenig Enthusiasmus innerhalb Englands statistischer Tradition. Die britischen Standards in der Statistik basierten nominell zwar auf Shewharts Arbeit, wichen tatsächlich jedoch bei seriösen philosophischen und methodischen Aspekten immer noch von Shewharts Arbeit ab.
Ebenso spielte Shewhart eine wichtige Rolle während des Zweiten Weltkriegs in seinem Land. Er diente dem Kriegsministerium Amerikas als Berater. Mithilfe seines Wissens über Prozessqualitätskontrolle und Statistik im Allgemeinen verhalf er zu besseren Standards während des Kriegs.
In den Jahren 1947–1948 besuchte Shewhart Indien unter der Förderung von P.C. Mahalanobis vom Indian Statistical Institute. Er unternahm mehrere Touren durch das gesamte Land, hielt einige Konferenzen und regte das Interesse der indischen Industrien an der statistischen Qualitätskontrolle und deren Richtlinien an.
Er starb in Troy Hills, New Jersey im Jahr 1967.

## Einfluss
1938 erweckte Shewharts Arbeit die Aufmerksamkeit der Physiker W. Edwards Deming und Raymond T. Bridge. Beide waren sehr beeindruckt von Shewharts Arbeit. Die zwei Physiker hatten im Jahr 1934 einen Artikel zur Orientierungshilfe in „Kritiken an der modernen Physik“ veröffentlicht. Nachdem sie Shewharts Erkenntnisse gelesen hatten, baten sie die Zeitung ihren Artikel noch mal umschreiben zu können, um ihn Shewharts Auffassungen anpassen zu können.
Nach dieser ersten Begegnung begann eine lange Zusammenarbeit zwischen Shewhart und Deming. Diese schloss unter anderem die Arbeit an der Produktivität während des Zweiten Weltkriegs ein, an der die beiden maßgeblich beteiligt waren, sowie die Ausbreitung von Shewharts Ideen und Ansätze durch Deming in Japan seit den 1950er Jahren.

### Shewhart-Zyklus

Phasen des PDCA-Zyklus

Ebenso entstand durch Demings Weiterentwicklungen von Shewharts Ideen der Shewhart-Cycle. Der Physiker W. Edwards Deming entwickelte aus den methodischen Ideen und Vorschlägen Shewharts ein Schema in Form eines Kreises, welches der Problemlösung dient und durch Shewhart ursprünglich aus der Qualitätssicherung kommt. Dieser wird auch Demingkreis oder PDCA-Zyklus, nach den vier verschiedenen Schritten zur Problemlösung (plan, do, check/control, act), genannt. Diese Methode wurde bis heute weiterentwickelt und ist heutzutage in vielen Firmen und Betrieben eine gängige Methode für Lösungsfindung von Problemen.

## Ehrungen und Erfolge
In seinem Todesnachruf für den American Statistical Association schrieb Deming über Shewhart: „Als ein Mann war er freundlich, vornehm, niemals zerzaust und niemals würdelos. Er kannte Enttäuschungen und Frustration, unter anderem auch durch das Versagen vieler Schriftsteller der mathematischen Statistik, um seine Ansichten verstehen zu können.“
Shewhart war sowohl Gründer, als auch Herausgeber der Wiley Series in Probability and Mathematical Statistics, Ämter, die er über 20 Jahren aufrechterhielt. Dabei zeigte er sich durchgehend als Verfechter der freien Rede und der Meinungs- und Pressefreiheit und war froh darüber, etwas veröffentlichen zu können, das seiner Meinung entsprach.
Shewhart war Gründungsmitglied, Partner und zeitweise Präsident des Institute of Mathematical Statistics (IMS). Er war ebenfalls Gründungsmitglied sowie erstes Ehrenmitglied der American Society of Quality (AQS). Dort war sein Einfluss sehr groß und ist bis heute bemerkbar. Von dieser erhielt er als Erster überhaupt die Ehrung der Shewhart Medaille, die für technische Mitarbeiterführung verliehen wird und somit auch nach ihm benannt wurde. Des Weiteren war Shewhart Partner und zeitweise Präsident der amerikanischen statistischen Vereinigung (American Statistical Assosication). Außerdem erhielt er die Ehrenmedaille der American Society of Mechanical Engineers. 1939 wurde er Fellow der American Association for the Advancement of Science. Auch seine Arbeit im Ausland bescherte ihm einige Ehrungen und Ämter. So wurde er vom Indian Statistical Institute in Calcutta als geehrter Doktor der Wissenschaft angesprochen. Ebenso war er geehrter Partner der britischen Royal Statistical Society  und Partner des internationalen statistischen Instituts.
Generell hat Shewhart die statistische Prozesskontrolle stark geprägt. Schon früh hat er verschiedenen Unternehmen dabei geholfen, die Qualitätskontrolle zu verbessern und zu beschleunigen. Ebenfalls verschaffte Shewhart sich einen gewissen Einfluss und Ansehen in den Naturwissenschaften und der allgemeinen Statistik.
Auch heute finden seine Erzeugungen und Werke, wie die Qualitätsregelkarten, der Shewhart-Cycle, oder die zwei von ihm verfassten Bücher, in angepasster Form noch Verwendung.

## Publikationen
- Economic Control of Quality of Manufactured Product (1931) ISBN 0-87389-076-0 bzw. ISBN 978-0-87389-076-2
- Statistical Method from the Viewpoint of Quality Control (1939) ISBN 0-486-65232-7

## Bibliografie
- Deming, W. Edwards (1967) Walter A. Shewhart, 1891–1967, American Statistician, Vol. 21, No. 2. (Apr., 1967), pp. 39–40.
- Bayart, D. (2001) Walter Andrew Shewhart, Statisticians of the Centuries (ed. C. C. Heyde and E. Seneta) pp. 398–401. New York: Springer.
- Fagen, M D (ed.) (1975) A History of Engineering and Science in the Bell System: The Early Years (1875–1925)
- Fagen, M D (ed.) (1978) A History of Engineering and Science in the Bell System: National Service in War and Peace (1925–1975) ISBN 0-932764-00-2
- Wheeler, Donald J. (1999). Understanding Variation: The Key to Managing Chaos - 2nd Edition. SPC Press, Inc. ISBN 0-945320-53-1.